# ドロンドロロン
『ドロンドロロン』は、大須賀玄による日本の漫画。『週刊少年ジャンプ』（集英社）において、2021年52号から2022年39号まで連載された。「モノノケ」と呼ばれる妖怪が存在する世界を舞台としている。モノノケを討伐する侍を目指すヤンキーが、しあわせな優しい世界にするため、人を襲わない心優しきモノノケと共に奮闘する様子を描いたファンタジー作品。連載の開始に合わせ、PVが公開された。第1話から第3話までボイスコミック化されている。

## 登場人物
声はジャンプチャンネルのボイスコミックの担当声優。

### 主要人物
佐々木 ドラ（ささき ドラ）
声 - 内田雄馬
本作の主人公。
クサナギ
声 - 高野麻里佳

柳生 ギンチヨ（やぎゅう ギンチヨ）
声 - 嶺内ともみ

### イザナギ隊
柳生 ユウサイ（やぎゅう ユウサイ）

雲林院 ヘイスケ（うじい ヘイスケ）

富田 トウマ（とだ トウマ）

### モノノケ
猿天狗（さるてんぐ）
声 - 湯浅悟朗

大猿天狗（おおざるてんぐ）
声 - 金子隼人

### その他の人物
ドラの母
声 - 仁胡

大家（おおや）
声 - 仁胡

## 用語
イザナギ隊
モノノケ討伐専門の組織。
モノノケ
50年ほど前、突如現れ始めた人を襲う怪異。

## 読切版
『ジャンプGIGA』2021 SPRINGに掲載された読切。連載版の第1話が掲載される頃に、先にボイスコミック化されている。

### 読切版の登場人物
声はジャンプチャンネルのボイスコミックの担当声優。
宮本 パンク（みやもと パンク）
声 - 山下大輝、柳原かなこ（幼少期）

クサナギ
声 - 佐藤恵

玉鉾刑事（たまほこけいじ）
声 - 矢野優美華

宮本 ブルース（みやもと ブルース）
声 - 眞對友樹也

堅石署長（かたいししょちょう）
声 - 閻子丹

## 書誌情報
- 大須賀玄 『ドロンドロロン』集英社〈ジャンプ・コミックス〉、全5巻
  1. 「侍とモノノケ」2022年4月4日発売[2][9]、ISBN 978-4-08-883119-0
  2. 「ダチ」2022年6月3日発売[10]、ISBN 978-4-08-883180-0
  3. 「真のスーパーヒーロー」2022年9月3日発売[11]、ISBN 978-4-08-883229-6
  4. 「新月の夜」2022年10月4日発売[12]、ISBN 978-4-08-883324-8
  5. 「しあわせな優しい世界へ」2022年10月4日発売[13]、ISBN 978-4-08-883325-5